# Shaqūyaf
Shaqūyaf (persiska: شقویف) är en ort i Iran.   Den ligger i provinsen Kurdistan, i den nordvästra delen av landet, 500 km väster om huvudstaden Teheran. Shaqūyaf ligger 1 594 meter över havet och antalet invånare är 149.
Terrängen runt Shaqūyaf är huvudsakligen kuperad, men norrut är den platt. Terrängen runt Shaqūyaf sluttar norrut. Runt Shaqūyaf är det ganska glesbefolkat, med 50 invånare per kvadratkilometer. Närmaste större samhälle är Būkān, 16,3 km norr om Shaqūyaf. Trakten runt Shaqūyaf består i huvudsak av gräsmarker.